# 江世璋
江世璋，清朝政治人物。
江世璋曾于1816年接替李嘉祥任宝山县知县一职，1817年由李嘉祥接任。